# David Hooper
David Vincent Hooper (* 31. August 1915 in Reigate; † 3. Mai 1998 in Taunton) war ein britischer Schachspieler und Autor.  

## Leben
Hooper war von Beruf Architekt und Landvermesser. In den 1950er Jahren war er in leitender Funktion am Bau des Flughafens in Aden beteiligt.
Im Schach gewann er dreimal die Meisterschaft von Somerset sowie 1948 die Meisterschaft von London. An der britischen Landesmeisterschaft nahm er insgesamt fünfmal teil, wobei sein bestes Ergebnis der geteilte 3. Platz in Nottingham 1954 war. Während des Zweiten Weltkrieges hatte er auch Fernschach gespielt und 1944 die britische Fernschachmeisterschaft gewonnen. 
Bei der Schacholympiade 1952 spielte er für England am zweiten Reservebrett und erzielte 2,5 Punkte aus 7 Partien (+1 =3 −3).
Hooper verfasste mehrere Schachbücher, darunter Werke über Endspiele sowie über die Schachweltmeister Wilhelm Steinitz und José Raúl Capablanca.

## Werke
- World championship candidates tournament 1953 at Neuhausen and Zurich (Nottingham 1953, zusammen mit William Winter)
- A guide to chess endings (London 1959, zusammen mit Max Euwe)
- José Raoul Capablanca: sämtliche 568 Turnier- u. Wettkampfpartien des Weltmeisters (Hamburg 1963, zusammen mit James Gilchrist)
- A complete defence to 1 P-K4. A study of Petroff's defence (Oxford 1967)
- Wilhelm Steinitz: 575 Partien (Hamburg 1968)
- A pocket guide to chess endgames (London 1970, ISBN 0-7135-1761-1).
- Practical chess endings (London 1973, ISBN 0-7100-5206-5).
- The unknown Capablanca (New York 1975, ISBN 0-89058-207-6, zusammen mit Dale Brandreth).
- Play for mate (London 1977, ISBN 0-7135-1872-3, zusammen mit Bernard Cafferty).
- A complete defence to 1 d4. A study of the Queen's gambit accepted (Oxford 1981, ISBN 0-08-024103-4, zusammen mit Bernard Cafferty).
- The Oxford companion to chess (Oxford 1984, ISBN 0-19-217540-8, zusammen mit Ken Whyld).